# Calycopeplus marginatus
Calycopeplus marginatus är en törelväxtart som beskrevs av George Bentham. Calycopeplus marginatus ingår i släktet Calycopeplus och familjen törelväxter. Inga underarter finns listade i Catalogue of Life.